# Braun Strowman
Adam Joseph Scherr (Sherrills Ford, 6 de setembre de 1983) és un lluitador professional i atleta de força estatunidenc que actualment treballa per a la WWE, sota el nom de Braun Strowman en la seva marca Raw.
Al debutar a la programació principal de la WWE, Strowman es va associar amb el stable heel, The Wyatt Family, vestint una màscara d'ovella negra i sent físicament dominant. Strowman poques vegades ha perdut netament combats individuals, sent retratat com un imparable monster heel. En 2017, va començar a desafiar diverses vegades a lluites pel Campionat Universal de WWE.

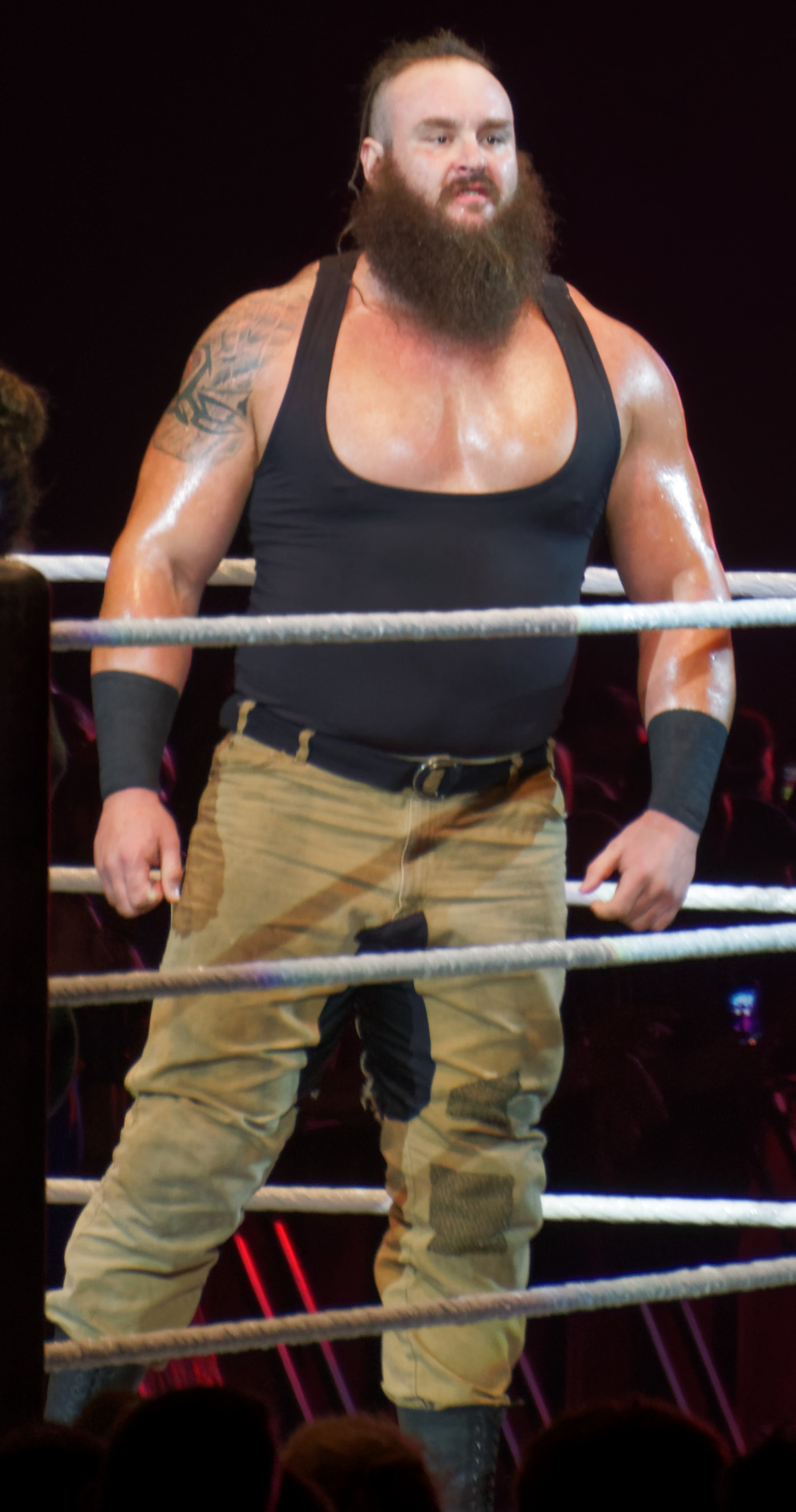

## Carrera com a lluitador professional

### WWE (2013-present)

#### Formació (2013-2015)
Scherr va signar un contracte amb la promoció de lluita lliure professional WWE a principis de 2013. Va ser assignat al WWE Performance Center a Orlando, Florida, on va adoptar el nom de Braun Stowman. Va fer el seu debut en la lluita lliure professional en un esdeveniment en viu de NXT a Jacksonville, Florida, el 19 de desembre de 2014, derrotant a Txad Gable. El 2 de juny de 2015, Stowman va aparèixer en el dark match d'un episodi gravat de Main Event, on va derrotar a un lluitador no identificado. Scherr també va aparèixer com un dels "Rosebuds" d'Adam Rose en el seu gimmick d'Exotic Express.

#### 2015-2016
En l'episodi del 24 d'agost de 2015 Raw, Scherr fer el seu debut en l'elenc principal sota el nom lleugerament canviat de Braun Strowman, atacant a Roman Reigns i Dean Ambrose, establint-se a si mateix com el nou membre de The Wyatt Family juntament amb Bray Wyatt i Luke Harper. Strowman tenir la seva primera lluita televisada el 31 d'agost en Raw, derrotant a Ambrose per descalificación.17 Strowman va lluitar per primera vegada en un esdeveniment d'pagui-per-veure a Night of Champions el 20 de setembre, a on The Wyatt Family va derrotar a Ambrose, Reigns & Chris Jericho en un Six-man Tag Team match després que Jericho es desmaiés durant un Lifting arm triangle choke de Strowman.18 el 25 d'octubre a Hell in a Cell, van segrestar The Undertaker després del seu combat contra Brock Lesnar. El 26 d'octubre a Raw, va aparèixer Kane aparentment a donar-li una pallissa a Wyatt, però va ser detingut pels altres membres de The Wyatt Family, els quals també van segrestar Kane. En Survivor Sèries, Strowman acompanyo a The Wyatt Family a la seva lluita contra The Undertaker i Kane, en què van ser derrotats. El 13 de desembre a TLC: Tables, Ladders & Chairs, The Wyatt Family va derrotar a The ECW Originals (Bubba Ray Dudley & D-Von Dudley (coneguts col·lectivament com The Dudley Boyz), Rhyno & Tommy Dreamer) en un Eight-man Tag Team Elimination Tables match.

#### 2017-2018
En l'episodi del 24 de juliol de Raw, es va anunciar que Strowman, juntament amb Samoa Joe i Roman Reigns, s'enfrontaria a Brock Lesnar en SummerSlam en un Fatal 4-Way match pel Campionat Universal de WWE. La següent setmana en Raw, Reigns va derrotar a Strowman i Joe en un Triple Threat match després d'immobilitzar a Joe. En l'episodi del 7 d'agost de Raw, Strowman va derrotar a Reigns en un Last Man Standing match després de la interferència de Joe, donant així el final de la seva rivalitat com Strowman guanyador. Strowman no va aconseguir guanyar el Campionat Universal de WWE en SummerSlam, però va tenir l'oportunitat de desafiar Lesnar en No Mercy. En l'episodi de l'11 de setembre de Raw, Strowman va ser derrotat per John Sopa per desqualificació després de copejar a Sopar amb els graons metàl·lics. En No Mercy, Strowman una vegada més no va poder guanyar el títol en ser derrotat per Lesnar. Més tard, Strowman es va involucrar en la rivalitat de The Miz amb el grup reformat, The Shield. Això va succeir a causa que Strowman va ser atacat per The Shield, els qui li van aplicar un Triple powerbomb sobre la taula de comentaristes. A causa que Strowman va rebre l'ajuda de Kane (qui feia el seu retorn a l'empresa) durant un Steel Cage match contra Reigns el 16 d'octubre a Raw, Kane va ser afegit a la lluita de Strowman, Miz, Sheamus & Cesaro contra The Shield en TLC: Tables, Ladders & Chairs, convertint el combat en un 5-on-3 handicap Tables, Ladders and Chairs match.59 en l'esdeveniment, Strowman va ser traït i atacat pels seus companys, els qui ho van llançar dins d'un camió d'escombraries, canviant amb això a face per primera vegada en la seva carrera.60 en l'episodi del 30 d'octubre de Raw, Strowman fer el seu retorn, atacant a Miz i The Miztourage (Bo Dallas i Curtis Axel). Després d'això mitjançant Twitter, el gerent general Kurt Angle va nomenar a Strowman com la seva primera selecció per a conformar el Team Raw en el 5-on-5 Traditional Survivor Sèries Elimination match contra el Team SmackDown en Survivor Sèries. En l'esdeveniment, el Team Raw va derrotar el Team SmackDown, sent Strowman i Triple H els únics supervivents de l'equip. Després del combat, Strowman va atacar dues vegades a Triple H a causa que aquest havia atacat al capità de l'equip, Kurt Angle, durant la lluita. La nit següent a Raw, durant la seva lluita contra Jason Jordan, Kane va aparèixer per atacar Strowman, lastimándole la gola amb una cadira d'acer. En l'episodi del 11 de desembre de Raw, Strowman es va enfrontar a Kane en una lluita per determinar l'contendent # 1 pel Campionat Universal de WWE en Royal Rumble, però el resultat va acabar en doble compte fora.
El gener de 2018, Strowman va ser anunciat com un dels participants, juntament amb Kane i Brock Lesnar, d'un Triple Threat match pel Campionat Universal de WWE en Royal Rumble. En l'episodi del 8 de gener de Raw, Strowman va atacar brutalment tant a Kane com a Lesnar, ja que els dos últims estaven tenint un altercat, colpejant als dos estant semi-inconscients en l'àrea de backstage. Abans que algú pogués ajudar-los, Strowman va prendre un ganxo per deixar caure una escenografia d'il·luminació sobre Lesnar i Kane, aixafant amb ella. El 15 de gener a Raw, Kurt Angle va confrontar a Strowman al ring, dient-li que les seves accions van ser massa lluny i, després d'eliminar el Triple Threat match, el va acomiadar. Strowman es va enfurismar després de bastidors, fins i tot va destruir l'oficina d'Angle, va voltejar la cabina d'un camió semiremolc (que conté l'àrea de producció, això després d'amenaçar el personal de producció) i va atacar brutalment a comentarista principal de Raw, Michael Cole. Abans que pogués fer més mal, la comissionada d'Raw, Stephanie McMahon, va tornar a contractar Strowman, el que el va posar de nou en el Triple Threat match en Royal Rumble. En l'esdeveniment, Strowman no va poder guanyar el títol després que Lesnar cobrís a Kane per endur-se la victòria. La nit següent a Raw, Strowman va derrotar a Kane en un Last Man Standing match per classificar en un Elimination Chamber match per determinar al nou contendent # 1 pel Campionat Universal de WWE. En l'esdeveniment Elimination Chamber, Strowman va eliminar a cinc superestrelles durant el combat, però al final va ser eliminat per l'eventual guanyador Novel·la Reigns.
En paral·lel a les seves activitats com a lluitador individual, Strowman forma part actualment del Mixed Match Challenge, amb Alexa Bliss com el seu compañera. Junts van derrotar a l'equip de Sami Zayn & Becky Lynch el 30 de gener, i després a Jimmy Ús & Naomi el 6 de març per classificar a les semifinales.
En l'episodi del 26 de febrer de Raw Strowman va derrotar a Elías per desqualificació després que aquest ho copegés amb un extintor. En l'episodi del 5 de març de Raw, Strowman va derrotar a Elías en la primera lluita "Symphony Of Destruction". En l'episodi de Raw del 12 de març, Strowman va participar en un Battle Royal per determinar als contendents No.1 pel Campionat en Parelles de Raw de Cesaro i Sheamus sent Strowman el guanyador.

## Campionats i assoliments
Pro Wrestling Illustrated

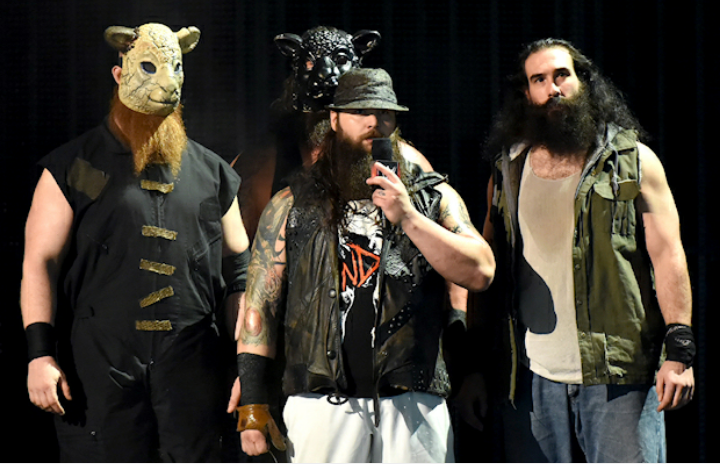

- Situat en el Nº163 en los PWI 500 de 2016
- Situat en el N°34 en los PWI 500 de 2017